# Partypeeps 2000
Partypeeps 2000, ook wel PP2G, was een Nederlands sociaalnetwerksite en online platform. Het voornaamste aspect was de online gemeenschap bestaande uit profielen van gebruikers en een forum. Het online platform bestond van 1 oktober 2001 tot 30 januari 2013. Naast dat gebruikers er een persoonlijk profiel aan kon maken, werden er ook nieuwsberichten gedeeld.
PP2G begon als een van de eerste websites van Nederland voor liefhebbers van feestjes, maar groeide uit tot een van de grootste online gemeenschappen van Nederland, met als hoogtepunt in 2006 een notering op Alexa.com als de op vijf na meest bezochte website van Nederland met meer dan 1,2 miljoen unieke bezoekers.

## Website
Als de gebruiker mannelijk was, werd zijn pagina blauw en als de gebruiker een vrouw was, werd de pagina roze. Gebruikers konden berichten naar elkaar sturen in de vorm van 'notes'. Rechtsboven kon men zien hoeveel 'hits' of paginabezoeken er waren. Daaronder stond een lijst met de laatste tien mensen die de pagina bezocht hadden. Een profiel werd een 'page' genoemd. Om foto's te plaatsen of de pagina van opmaak te voorzien moest men BBCodes gebruiken.

## Einde
Bij het ter ziele gaan van de website plaatsten de oprichters de volgende tekst:
"Met het offline gaan van PP2G eindigd voor miljoenen Nederlanders ook een tijdperk. Wij hebben door de jaren heen talloze geboortekaarten, huwelijksuitnodigingen, bedankbrieven en mails mogen ontvangen van dankbare PP2G members en bezoekers omdat zij op PP2G vonden waarnaar zij op zoek waren. Wij zijn er trots op dat wij nu meer dan 12 jaar deel hebben mogen uitmaken en leiding hebben kunnen geven aan een team van gemotiveerde jongeren, waarvoor PP2G een manier van leven was."